# ديفيد بلازا
ديفيد بلازا (بالإسبانية: David Plaza)‏ ولد بتاريخ 3 يوليو 1970 في مدريد، هو دراج إسباني سابق في صنف سباق الدراجات على الطريق. سبق أن شارك في دورة الألعاب الأولمبية الصيفية.

## روابط خارجية
- ديفيد بلازا على موقع الاتحاد الدولي للدراجات (الإنجليزية)
- ديفيد بلازا على موقع أرشيف الدراجات (الإنجليزية)
- ديفيد بلازا على موقع إحصائيات الدراجات الإحترافية (الإنجليزية)
- ديفيد بلازا على موقع نسبة الدراجات (الإنجليزية)
- ديفيد بلازا على موقع CycleBase (الإنجليزية)
- ديفيد بلازا على موقع أوليمبيديا (الإنجليزية)